# Udział państw w Konkursie Piosenki Eurowizji

Kraje biorące udział w Konkursie Piosenki Eurowizji
Kosowo brało udział w konkursie w latach 1961-91 jako część Jugosławii, później jako część Serbii i Czarnogóry w latach 2005-07, a od 2007 – jako część Serbii

Od 1956 w Konkursie Piosenki Eurowizji wzięło udział łącznie pięćdziesięciu dwóch krajowych nadawców telewizyjno-radiowych zrzeszonych w Europejskiej Unii Nadawców (EBU).
Możliwość udziału w Konkursie Piosenki Eurowizji ma każdy nadawca publiczny, który jest aktywnym członkiem Europejskiej Unii Nadawców (EBU). Za aktywnego członka organizacji uznaje się krajowego nadawcę, który lub znajduje się w państwie należącym do Rady Europy bądź położonym na terenie Europejskiej Strefy Nadawców, której terytorium ustalane jest przez Międzynarodowy Związek Telekomunikacyjny:

„Europejska Strefa Nadawców” rozgraniczona jest na zachodzie od zachodniej granicy Regionu 1 i na wschodzie przez południk 40° na wschód od Greenwich oraz na południu przez równoleżnik 30°, obejmując północną część Arabii Saudyjskiej i tę część krajów, które sąsiadują z basenem Morza Śródziemnego. Dodatkowo, do Europejskiej Strefy Nadawców zaliczają się także: Armenia, Azerbejdżan, Gruzja oraz te części terytorium Iraku, Jordanii, Syrii, Turcja i Ukrainy, które leżą poza wyżej wymienionymi granicami.

Tym samym aktywne uczestnictwo w Konkursie Piosenki Eurowizji nie jest zależne od geograficznego położenia kraju, na co wskazywałby przedrostek „euro-” w nazwie. W widowisku brało lub bierze udział także kilka państw spoza granic Europy: Izrael, Armenia i Cypr (Azja Zachodnia), Maroko (Afryka Północna), Australia (Australia), a także kraje transkontynentalne, których tylko część powierzchni należy do Europy: Turcja, Rosja, Gruzja, Azerbejdżan.

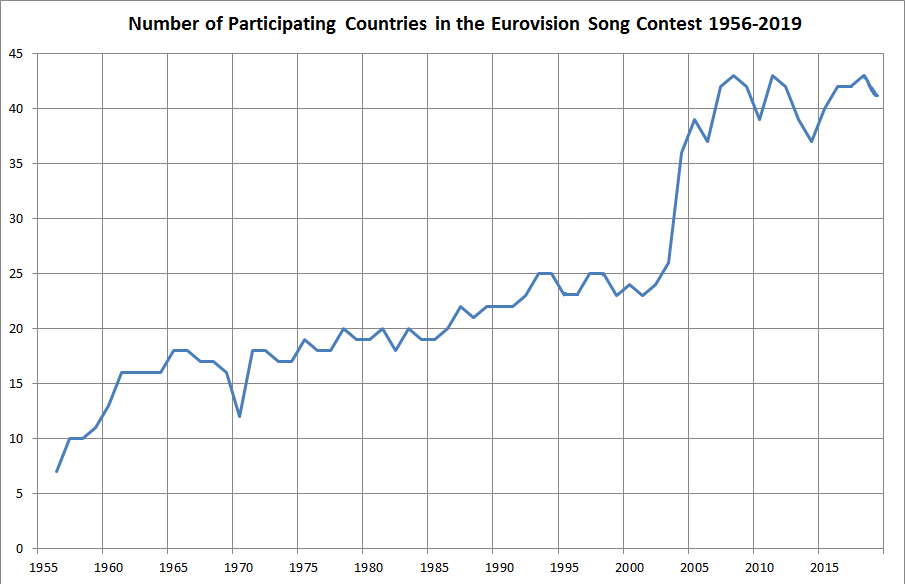
Diagram ilustrujący liczbę krajów biorących udział w Konkursie Piosenki Eurowizji w latach 1956–2019

Liczba krajów biorących udział w konkursie z roku na roku wzrastała. W pierwszym konkursie w 1956 uczestniczyło jedynie siedem państw, zaś w 2008, 2011 i 2018 – rekordowa liczba czterdziestu trzech. W latach 90., kiedy liczba chętnych krajów rokrocznie wzrastała, EBU wprowadziła specjalną rundę kwalifikacyjną: w 1993 zorganizowano rundę Kvalifikacija za Millstreet, podczas której wytypowane miały być trzy wschodnio-europejskie państwa wyrażające chęć zadebiutowania w stawce konkursowej. W 1994 Europejska Unia Nadawców wprowadziła nowe zasady, które uniemożliwiały udział w konkursie sześciu krajom, które osiągnęły najsłabsze wyniki podczas finału widowiska rok wcześniej. W 1996 zastosowano inną zasadę – wersje studyjne wszystkich zgłoszonych utworów rozesłano po komisjach jurorskich powołanych przez kraje uczestniczące i po zagłosowaniu jurorów dopuszczono 22 najlepiej ocenione propozycje. W latach 1997–2001 wprowadzono zasadę mówiącą, że kraje, które osiągnęły najgorsze średnie wyników z pięciu poprzednich lat, zostaną odsunięte od udziału w widowisku. Żaden z krajów nie mógł być jednak odsunięty od udziału nie dłużej niż na rok.
W latach 2001–2003 przywrócono system obowiązujący w 1994 i 1995. W 2004 EBU wprowadziła rundę półfinałową, w której udziału nie musiały brać państwa z pierwszej dziesiątki finałowej klasyfikacji z poprzedniego konkursu oraz krajów tzw. „Wielkiej Czwórki”, czyli nadawców wpłacających największe składki na organizację imprezy przez EBU. Pozostałe państwa musiały wziąć udział w półfinale, z której do finału awans zdobywało dziesięć najwyżej ocenionych reprezentacji. Od 2008 EBU organizuje dwa koncerty półfinałowe, a zagwarantowany udział w finale ma jedynie gospodarz danego widowiska oraz kraje tzw. „Wielkiej Czwórki” (a od 2011 – „Wielkiej Piątki”).

## Uczestnicy
Poniższa tabela uwzględnia wszystkie kraje, które kiedykolwiek wzięły czynny udział w Konkursie Piosenki Eurowizji i wysłały swojego reprezentanta. 
    Państwa niebiorące czynnego udziału w konkursie (stan na 2025).
    Państwa nieistniejące.
| L.p | Kraj                 | Rok debiutu | Liczba startów | Liczba wygranych | Stacja telewizyjna                                  |
| --- | -------------------- | ----------- | -------------- | ---------------- | --------------------------------------------------- |
| 1   | Albania              | 2004        | 20             | 0                | RTSH                                                |
| 2   | Andora               | 2004        | 6              | 0                | RTVA                                                |
| 3   | Armenia              | 2006        | 16             | 0                | AMPTV                                               |
| 4   | Austria              | 1957        | 56             | 3                | ORF                                                 |
| 5   | Australia            | 2015        | 9              | 0                | SBS                                                 |
| 6   | Azerbejdżan          | 2008        | 16             | 1                | İTV                                                 |
| 7   | Białoruś             | 2004        | 16             | 0                | BTRC                                                |
| 8   | Belgia               | 1956        | 65             | 1                | VRT (niderlandzki) RTBF (francuski)                 |
| 9   | Bośnia i Hercegowina | 1993        | 19             | 0                | BHRT                                                |
| 10  | Bułgaria             | 2005        | 14             | 0                | BNT                                                 |
| 11  | Chorwacja            | 1993        | 29             | 0                | HRT                                                 |
| 12  | Cypr                 | 1981        | 40             | 0                | CyBC                                                |
| 13  | Czarnogóra           | 2007        | 12             | 0                | RTCG                                                |
| 14  | Czechy               | 2007        | 12             | 0                | ČT                                                  |
| 15  | Dania                | 1957        | 52             | 3                | DR                                                  |
| 16  | Estonia              | 1994        | 29             | 1                | ERR                                                 |
| 17  | Finlandia            | 1961        | 57             | 1                | YLE                                                 |
| 18  | Francja              | 1956        | 66             | 5                | TF1 (1956–1981) France Télévisions (od 1983)        |
| 19  | Grecja               | 1974        | 44             | 1                | ERT (1974-2013, od 2016) NERIT (2014-15)            |
| 20  | Gruzja               | 2007        | 16             | 0                | GPB                                                 |
| 21  | Hiszpania            | 1961        | 63             | 2                | TVE                                                 |
| 22  | Holandia             | 1956        | 64             | 5                | NOS (1956-2009) TROS (2010–2014) AVROTROS (od 2014) |
| 23  | Irlandia             | 1965        | 57             | 7                | RTÉ                                                 |
| 24  | Islandia             | 1986        | 36             | 0                | RÚV                                                 |
| 25  | Izrael               | 1973        | 46             | 4                | IBA                                                 |
| 26  | Jugosławia           | 1961        | 27             | 1                | JRT                                                 |
| 27  | Litwa                | 1994        | 24             | 0                | LRT                                                 |
| 28  | Luksemburg           | 1956        | 38             | 5                | CLT                                                 |
| 29  | Łotwa                | 2000        | 24             | 1                | LTV                                                 |
| 30  | Macedonia Północna   | 1998        | 21             | 0                | MKRTV                                               |
| 31  | Malta                | 1971        | 36             | 0                | PBS                                                 |
| 32  | Maroko               | 1980        | 1              | 0                | SNRT                                                |
| 33  | Mołdawia             | 2005        | 19             | 0                | TRM                                                 |
| 34  | Monako               | 1959        | 24             | 1                | TMC                                                 |
| 35  | Niemcy               | 1956        | 67             | 2                | NDR (ARD)                                           |
| 36  | Norwegia             | 1960        | 62             | 3                | NRK                                                 |
| 37  | Polska               | 1994        | 27             | 0                | TVP                                                 |
| 38  | Portugalia           | 1964        | 55             | 1                | RTP                                                 |
| 39  | Rosja                | 1994        | 23             | 1                | RTR, C1R                                            |
| 40  | Rumunia              | 1994        | 23             | 0                | TVR                                                 |
| 41  | San Marino           | 2008        | 14             | 0                | SMRTV                                               |
| 42  | Serbia               | 2007        | 16             | 1                | RTS                                                 |
| 43  | Serbia i Czarnogóra  | 2004        | 2              | 0                | UJRT                                                |
| 44  | Słowacja             | 1994        | 7              | 0                | STV (1994-2010) RTVS (od 2011)                      |
| 45  | Słowenia             | 1993        | 29             | 0                | RTV SLO                                             |
| 46  | Szwajcaria           | 1956        | 64             | 3                | SF DRS                                              |
| 47  | Szwecja              | 1958        | 63             | 7                | SVR (1958) SR (1959–1979) SVT (od 1980)             |
| 48  | Turcja               | 1975        | 34             | 1                | TRT                                                 |
| 49  | Ukraina              | 2003        | 19             | 3                | NTU                                                 |
| 50  | Węgry                | 1994        | 17             | 0                | MTV                                                 |
| 51  | Wielka Brytania      | 1957        | 66             | 5                | BBC                                                 |
| 52  | Włochy               | 1956        | 49             | 3                | RAI                                                 |

## Kraje wyrażające chęć udziału
Poniższa tabela uwzględnia wszystkie kraje, które kiedykolwiek wyraziły chęć udziału w Konkursie Piosenki Eurowizji, jednak nie spełniły wszystkich punktów regulaminu umożliwiającego start. 
| Kraj          | Stacja telewizyjna |
| ------------- | ------------------ |
| Kosowo        | RTK                |
| Liban         | Télé Liban         |
| Liechtenstein | 1FLTV              |
| Tunezja       | ERTT               |
| Katar         | Qatar Radio        |
| Kazachstan    | Khabar             |

## Kraje niewyrażające chęci udziału
Poniższa tabela uwzględnia wszystkie kraje, które mają możliwość udziału w Konkursie Piosenki Eurowizji, jednak nigdy nie zdecydowały się na start.
| Kraj     | Nadawca          |
| -------- | ---------------- |
| Algieria | ENTV, ENRS i TDA |
| Egipt    | NTU              |
| Jordania | JRTV             |
| Libia    | LJB              |
| Watykan  | RV               |